# Lanny Davis

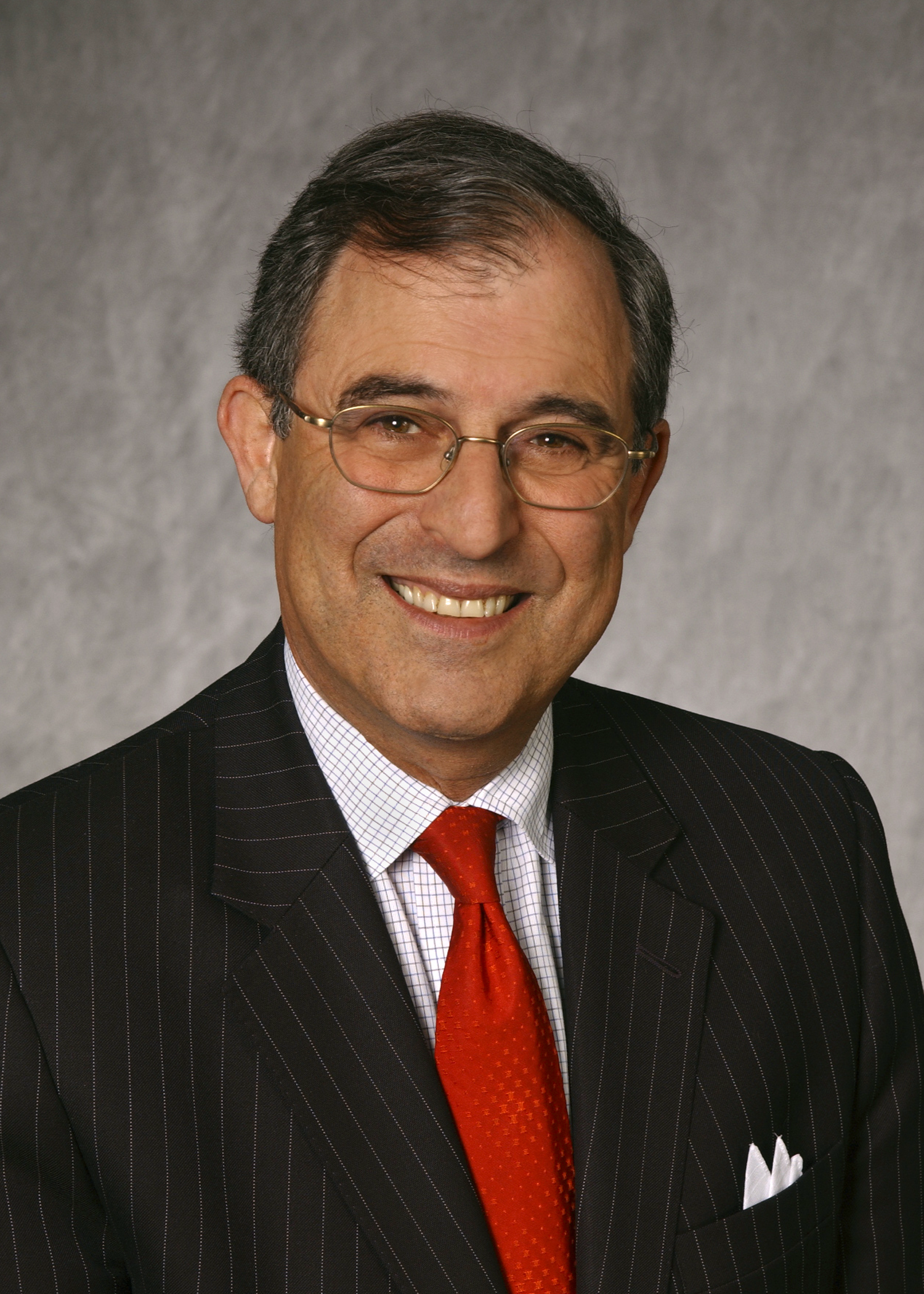

Lanny Davis, exconsejero legal del presidente Bill Clinton y cercano asesor de la campaña proselitista de Hillary Clinton. Davis ha sido contratado para representar en Washington a una asociación de empresarios hondureños que apoyan el golpe contra Zelaya y ha argumentado su caso ante el Congreso en público y en privado.
Es autor del libro Truth To Tell: Tell It Early, Tell It All, Tell It Yourself: Notes from My White House Education.